# Leif Sørensen
Leif Sørensen (født 1956) er en tidligere professionel fodboldspiller der i årene 1975 til 1989 spillede 344 førsteholdskampe for Brønshøj Boldklub. Det kampantal var klubrekord indtil 2003, hvor han blev overgået af Brian Kaus. Det blev desuden til 67 mål.
Leif Sørensen spillede hele sin karriere i Brønshøj Boldklub, og han blev valgt til årets spiller i klubben tre gange (1979, 1985 og 1987). Han var anfører da Brønshøj Boldklub erobrede deres bedst placering i Danmarksturneringen. Det var i 1984 hvor klubben endte som nummer 5 i 1. division, da den øverste række.
Leif Sørensen startede som amatør men blev professionel i 1979, øvrigt som en af Brønshøj Boldklubs allerførste kontraktspillere.